# Dominik Zbierski
Dominik Jerzy Zbierski (ur. 3 sierpnia 1890 w Częstochowie, zm. 3 lipca 1940) – pedagog, senator IV kadencji w II RP, dyrektor gimnazjum męskiego im. Romualda Traugutta w Częstochowie zamordowany przez Niemców w ramach akcji AB w lesie w pobliżu wsi Apolonka pod Janowem. Ojciec Andrzeja Zbierskiego.

## Życiorys
Syn Jana i Agnieszki z Matejów. Od 1901 był uczniem gimnazjum rządowego w Częstochowie, z którego usunięty został w 1905 za udział w strajku, a od 1906 gimnazjum polskiego w Częstochowie. Od 1904 należał do Związku Młodzieży Polskiej "Przyszłość" (PET). W 1910 był aresztowany w Warszawie. W 1911 przystąpił do Polskich Drużyn Strzeleckich, a w październiku 1914 do Legionów Polskich, był podoficerem oraz dowódcą plutonu piechoty I Brygady.
W 1919 ukończył studia na Uniwersytecie Jagiellońskim, a następnie uczył języka polskiego i historii w gimnazjum w Ostrowie Wielkopolskim, po czym został także dyrektorem gimnazjum państwowego im. I. J. Paderewskiego w Poznaniu. W latach 1930–1937 działał na rzecz bezrobotnych.
W 1932 wstąpił do BBWR, a w 1934 został w Częstochowie radnym miejskim z listy Polskiego Bloku Gospodarczego. Od 1937 należał do Obozu Zjednoczenia Narodowego. W latach 1935–1938 był senatorem z województwa kieleckiego. W późniejszym okresie organizował struktury Organizacji Orła Białego.
30 marca 1940 został aresztowany przez gestapo, 9 czerwca tego samego roku skazany na karę śmierci, a 3 lipca rozstrzelany w zbiorowej egzekucji pod Apolonką. Pochowany na Cmentarzu Kule w Częstochowie.
Odznaczony m.in. Krzyżem Niepodległości i Krzyżem Oficerskim Orderu Odrodzenia Polski.